# Maximiliano Arias
Álvaro Maximiliano Arias Invernizzi (Montevideo, 3 de octubre de 1988) es un exfutbolista uruguayo. Jugaba de defensor o mediocampista y su último equipo fue River Plate de la Primera División de Uruguay.

## Clubes
| Club           | País    | Año       |
| -------------- | ------- | --------- |
| Peñarol        | Uruguay | 2004-2010 |
| Fénix          | Uruguay | 2010      |
| Astra Ploieşti | Rumania | 2011      |
| Rampla Juniors | Uruguay | 2011-2012 |
| Querétaro      | México  | 2012-2013 |
| Liverpool      | Uruguay | 2013      |
| Brescia        | Italia  | 2014      |
| Fénix          | Uruguay | 2014      |
| Rampla Juniors | Uruguay | 2015      |
| Sud América    | Uruguay | 2015-2016 |
| Liverpool      | Uruguay | 2016-2017 |
| River Plate    | Uruguay | 2017      |

## Palmarés
| Título          | Club    | País    | Año  |
| --------------- | ------- | ------- | ---- |
| Torneo Clausura | Peñarol | Uruguay | 2008 |